# Gruchacz białoskrzydły
Gruchacz białoskrzydły (Psophia leucoptera) – gatunek dużego ptaka z rodziny gruchaczy (Psophiidae), zamieszkujący Amazonię.
SystematykaJest to gatunek monotypowy. Dawniej za podgatunek Psophia leucoptera uznawano takson ochroptera, obecnie jest on jednak uznawany albo za podgatunek gruchacza siwoskrzydłego (Psophia crepitans), albo za osobny gatunek o nazwie gruchacz ochrowoskrzydły (Psophia ochroptera).
CharakterystykaZgarbiona sylwetka. Cały czarny z białą plamą na grzbiecie. Długie mocne nogi przystosowane do naziemnego trybu życia.
Wymiary:
- długość ciała: 45–52 cm[4]
- masa ciała: samce 1280–1440 g, samice 1180–1320 g[4]

Zasięg, środowiskoLasy tropikalne zachodniej Amazonii (wschodnie Peru, skrajnie południowo-wschodnia Kolumbia, środkowo-zachodnia Brazylia oraz północna i zachodnio-środkowa Boliwia).
ZachowanieJest towarzyski, trzyma się w grupach po 3–12 osobników. Przystosowany do naziemnego trybu życia, woli chodzić i biegać, niż latać.
PożywieniePadlina, owady i drobne kręgowce, zazwyczaj jednak owoce. Często zjada owoce zrzucone z drzew przez małpy.
StatusMiędzynarodowa Unia Ochrony Przyrody (IUCN) od 2023 roku klasyfikuje gruchacza białoskrzydłego jako gatunek najmniejszej troski (LC); wcześniej, od 2014 roku miał status gatunku bliskiego zagrożenia (NT), a od 2004 – gatunku najmniejszej troski (LC). Liczebność populacji szacuje się na 100–500 tysięcy dorosłych osobników, a jej trend oceniany jest jako spadkowy. Jego populacja spada w związku z rozwojem osiedli ludzkich i wylesianiem, a także presją ze strony myśliwych.
Podobne gatunkiGruchacz siwoskrzydły – ma jednak większą, szarą plamę.